# Carnaval de Uruguaiana
O Carnaval de Uruguaiana é um dos maiores eventos que acontecem na cidade de Uruguaiana no Rio Grande do Sul. Sua maior atração são os desfiles de escolas de samba, realizados na avenida Presidente Vargas 
com um público de aproximadamente 80 mil pessoas, sendo que este carnaval é marcado pela rivalidade entre as escolas.[carece de fontes?]
O Carnaval de Uruguaiana ficou conhecido por ser fora de época, desde o ano de 2005, motivado por uma ação judicial contra a mais antiga e uma das mais tradicionais agremiações: Os Rouxinóis, ação esta que impossibilitou esta escola de realizar seus ensaios, o que motivou o adiamento dos desfiles, passando a ser realizados em março ao invés de fevereiro daquele ano. Este fato aumentou o tempo que as escolas tinham para organizarem seus desfiles, a construção de alegorias e importação de estrelas, o que impulsionou o carnaval desta cidade. A festa conta com seis escolas de samba no Grupo Especial e mais duas no Grupo de Acesso.
Uma curiosidade é que em 2007 nenhuma escola de samba foi rebaixada, fato não previsto no Regulamento do Carnaval de Uruguaiana para 2007. 
Já há muitos anos, a Rádio Gaúcha faz intensa cobertura do Carnaval fora de época de Uruguaiana. A equipe liderada por Cláudio Brito acompanha o passo a passo das escolas e faz a transmissão ao vivo dos desfiles. 

## História das maiores escolas

### Os Rouxinóis
Uma das primeiras escolas de samba a ser criada em Uruguaiana e no Brasil foi Os Rouxinóis, fundada no dia 15 de janeiro de 1953, sob as cores verde e branco e como símbolo o pássaro Rouxinol. Segundo especialistas, a escola é a que possui o maior número de títulos carnavalescos no Brasil, contando em sua casa com 31 troféus. Observando-se a data de fundação dos Rouxinóis, percebe-se que o carnaval de Uruguaiana acompanhou o nascimento do carnaval de rua do Rio de Janeiro, pois escolas tradicionais como Salgueiro(1953), União da Ilha(1953), Imperatriz Leopoldinense(1959), entre outras, são de mais breve data ou foram fundadas na mesma época. Em seus carnavais, muitos famosos participaram dos desfiles, tais como: Viviane Araújo, Valéria Valenssa, Ângela Bismarchi, Ana Paula Evangelista, Nana Gouvêia, Wantuir e até mesmo Neguinho da Beija-Flor. Desde sua criação até o ano de 1970 a escola não possua nenhuma agremiação que lhe fosse rival, foi quando então surgiu sua maior adversária: A Escola de Samba Unidos da Cova da Onça.

### Unidos da Cova da Onça
A escola de samba Unidos da Cova da Onça, que detém a maior torcida da comunidade uruguaianense, nasceu no bairro de mesmo nome quando, no final da década de 60, famílias situadas ao redor da Destilaria Riograndense de Petróleo, entre elas os Mathias Abreu, oriundos da vizinha cidade de Quaraí, eram envolvidas com arte da música. Uma delas, a Sra. Alice (a matriarca), envolvia os vizinhos em festas familiares aos finais de semana. Outros personagens, tais como Batista, Belela, Doloroso e Tajes, entre outras figuras locais, esquentavam as alegres reuniões. A musicalidade oriunda desta gente morenada se acentuava no período de carnaval e, em 1970, resolveram criar um grupo de meninos e meninas (em formato de bateria de samba mirim) para uma apresentação no dia 16 de janeiro de 1970 no programa da Rádio São Miguel chamado Quero-Quero Show, realizado no Salão Paroquial da Catedral de Sant'Ana de Uruguaiana. Este programa de rádio funcionava como um show de revelação de talentos daquela época. Surgia então a E.S.U. Cova da Onça, trazendo em seu pavilhão as cores vermelha e branca, e tendo como símbolo mestre a onça-pintada. O nome da Escola de Samba foi sugerido por Dalmiro Mathias Abreu (Tiquinho). Há alguns anos, sua sede era pequena para a realização de ensaios. Logo, eles ocorriam sob a interrupção e conexão das ruas Bento Martins e Marechal Floriano. Por volta do início deste século, a sede foi ampliada de forma considerável na gestão da presidente Marlene Taborda Brongar, com a construção de uma grande quadra de ensaios, com capacidade para cerca de cinco mil pessoas. Nos últimos anos, a escola contou com grandes artistas e intérpretes, celebridades no Carnaval do Rio de Janeiro e Carnaval de Porto Alegre: Sandro Ferraz, Dominguinhos do Estácio, Bruno Ribas, Serginho do Porto e Wander Pires, além da beleza e simpatia da passista Clara Paixão. Desde sua fundação, a E.S.U. Cova da Onça tem sido a agremiação de maior rivalidade com a escola de samba Os Rouxinóis na disputa pelo título maior do Carnaval de Uruguaiana.

### Unidos da Ilha do Marduque
No início dos anos 70 a nova entrada para a Ponte Internacional prolongou a BR 290, isolando, por uma cerca, o bairro Norte da cidade de Uruguaiana. A população satirizando o bairro, deu-lhe o nome de Ilha do Marduque, em alusão ao personagem de uma novela de rádio daquela época, conhecido como "O Egípcio", que a Rádio Charrua apresentava com muito sucesso.Assim foi o início da Marduque, tendo Jesus Maciel como o primeiro presidente da escola e Ivo Maciel como vice-presidente, formada por um grupo de amigos, que queriam brincar no carnaval. Tem as cores azul e branco e como a bandeira da escola já diz, o símbolo de um egípcio. A Escola contava  com o intérprete oficial, que desde 2006, Nêgo, bastante conhecido no Carnaval carioca, onde já interpretou o samba da Império Serrano e em 2008 vindo na Viradouro. Na Ilha do Marduque também já estiveram desfilando mestre-salas e porta-bandeiras de escolas do Rio de Janeiro.

### Bambas da Alegria
A escola de samba Bambas da Alegria foi formada a partir de um antigo bloco de carnaval: o Bloco da Miséria. No ano de 1997, o carnaval foi na Avenida Flores da Cunha, mas as escolas não saíram, somente os blocos desfilaram. A escola teve destaque em 2003, quando mostrou um enredo sobre o Maranhão e foi uma das escolas que mais levantou o público presente na Avenida Presidente Vargas àquele ano. As cores são o amarelo e o azul e o símbolo da escola é uma Águia.

### Deu Chucha na Zebra
A Escola de Samba Deu Chucha na Zebra, fundada em 1979, tem como cores o preto e o branco e é considerada a eterna "namoradinha do bairro Santana". Foi campeã do carnaval em 1999, ano em que as Escolas de Samba de Uruguaiana estavam em baixa. A Escola ainda passa por sérias dificuldades, mas provocou o interesse do público em 2007, com o enredo: "Chucha Desvendando os mistérios e as Riquezas da Índia".

### Apoteose do Samba
Esta escola foi fundada em 2004 e tem como cores o verde, o laranja e o preto. Já no carnaval de 2005, foi a escola de samba do segundo grupo que mais aqueceu a avenida, ganhando passagem para o grupo especial. Atualmente, a escola vem crescendo e cada vez que põe o pé na avenida demonstra uma grande evolução e muito brilho e eficiência.[carece de fontes?]

## Data de Fundação das Escolas
Em negrito, as escolas ativas em 2023
- Filhos do Mar (1952) (extinto)
- Manda Chuva da Folia (1953) (extinto)
- Os Rouxinóis (1953)[6]
- Acadêmicos do Morro (entre 1955 e 1960) (extinto)
- Internacional (entre 1955 e 1960) (extinto)
- Vanguarda (entre 1955 e 1960) (extinto)
- Cadetes do Amor (1964) (extinto)
- Unidos do Uirapuru (1967) (extinto)
- Unidos do Cacaréu (1969) (extinto)
- Cova da Onça (1970)[7]
- Ilha do Marduque (1977)[8]
- Vila Isabel (1979) (extinto)
- Deu Chucha na Zebra (1979)[9]
- Toca do Lobo (1980)[10]
- Império da Zona Sul (1980) (extinto)
- Império Serrano (1983)[11]
- Acadêmicos do Samba (1984) (extinto)
- Mocidade Independente da Vila Júlia (1989)[12]
- Acadêmicos do Negão (1999)[13]
- Bambas da Alegria (1999)[14]
- Unidos da Mangueira (2001)[15]
- União da Vila (2001)[16]
- Apoteose do Samba (2004)[17]
- Acadêmicos de São Miguel (2007)[18]
- Imperadores do Sol (2007)[19]
- Aliança do Samba (2009)[20]
- Baixada Ivo Rodrigues (2009) [21]
- Imperatriz Uruguaianense (2010) (extinto)
- Pantera Negra (2012)
- Morro do Galo (2014)

## Campeãs do Carnaval

### Número de títulos por escola
| Escola                | Títulos | Anos |
| --------------------- | ------- | --- |
| Os Rouxinóis          | 31      | 1954, 1956, 1957, 1958, 1959, 1961, 1962, 1963, 1964, 1965, 1966, 1967, 1968, 1973, 1975, 1978, 1979, 1981, 1982, 1986, 1989, 1998, 2000, 2001, 2002, 2003, 2004, 2006, 2016, 2017 e 2019 |
| Cova da Onça          | 18      | 1972, 1974, 1976, 1977, 1983, 1984, 1985, 1987, 1995, 1996, 2005, 2007, 2010, 2011, 2012, 2013, 2020 e 2024                                                                               |
| Ilha da Marduque      | 8       | 1992, 1993, 1994, 1998, 2008, 2009, 2014 e 2018 |
| Cadetes do Amor       | 3       | 1969, 1970 e 1971 |
| Deu Chucha na Zebra   | 3       | 1980, 1999 e 2023 |
| Os Filhos do Mar      | 2       | 1953 e 1955 |
| Engrenagem dos Navais | 1       | 1952 |
| Bambas da Alegria     | 1       | 2015 |